# Exosphaeroma coatsii
Exosphaeroma coatsii är en kräftdjursart som beskrevs av Tattersall 1913. Exosphaeroma coatsii ingår i släktet Exosphaeroma och familjen klotkräftor. Inga underarter finns listade i Catalogue of Life.